# Jeglița, Vidin
Jeglița (în bulgară Жеглица) este un sat în comuna Vidin, regiunea Vidin,  Bulgaria. 

## Demografie
Componența etnică a satului Jeglița
     Bulgari (87,57%)
     Romi (10,73%)
     Nicio identificare (1,69%)
     Altele (0%)
La recensământul din 2011, populația satului Jeglița era de 177 locuitori. Din punct de vedere etnic, majoritatea locuitorilor (87,57%) erau bulgari, cu o minoritate de romi (10,73%). Pentru 1,69% din locuitori nu este cunoscută apartenența etnică.